# Dal McKennon
Dal McKennon ou Dallas McKennon est un acteur américain, né le 19 juillet 1919 en Oregon (États-Unis) et mort le 14 juillet 2009.

## Biographie
Il a travaillé un bon moment pour Walter Lantz. On peut le considérer comme l'équivalent de Mel Blanc, qui était le caractère des voix des films de Bugs Bunny et autres films de Tex Avery.

## Filmographie
- 1942 : Pigeon Patrol : Homer Pigeon (voix)
- 1948 : Wet Blanket Policy : Buzz Buzzard
- 1948 : Wild and Woody! (en) : Buzz Buzzard
- 1949 : Drooler's Delight (en) : Buzz Buzzard
- 1952 : Les Affameurs (Bend of the River) : Miner
- 1953 : Operation Sawdust (en) : Buzz Buzzard (voix)
- 1953 : Maw and Paw (en) : Paw (voix)
- 1953 : Hypnotic Hick : Buzz Buzzard, I. Gypem (voix)
- 1953 : Belle Boys (en) : Buzz Buzzard (voix)
- 1953 : Maw and Paw in Plywood Panic : Paw (voix)
- 1953 : Hot Noon or 12 O'Clock for Sure (en) : Buzz Buzzard
- 1954 : Crazy Mixed Up Pup (de)
- 1954 : Alley to Bali (en) : Buzz Buzzard (voix)
- 1954 : Hot Rod Huckster (en) : Buzz Buzzard (voix)
- 1954 : Paw's Night Out : Paw (voix)
- 1954 : Pig in a Pickle : Paw (voix)
- 1954 : Real Gone Woody (en) : Buzz Buzzard (voix)
- 1955 : Sh-h-h-h-h-h (voix)
- 1955 : La Belle et le clochard (Lady and the Tramp) : Toughy / Professor / Pedro (voix)
- 1955 : Square Shootin' Square (en) : Dapper Denver Dooley (voix)
- 1955 : Bunco Busters (en) : Buzz Buzzard / Detective / Bank Robbers (voix)
- 1956 : Pigeon Holed : Homer Pigeon (voix)
- 1956 : Get Lost : Cat (voix)
- 1956 : Woodpecker from Mars : Professor (voix)
- 1956 : Red Riding Hoodlum (en) : Wolfie Wolf (voix)
- 1957 : The Gumby Show (série télévisée) : Gumby, Pokey, Prickle
- 1957 : Round Trip to Mars (en) : Professor Dingledong / Turtle / Narrator (voix)
- 1957 : Le Woody Woodpecker Show (série télévisée) : Buzz Buzzard / Willoughby / Paw / Dickory (voix)
- 1957 : Dopey Dick, the Pink Whale (en) : Dapper Denver Dooley / Dopey Dick the Pink Whale (voix)
- 1958 : Half Empty Saddles (en) : Dapper Denver Dooley / Horse (voix)
- 1958 : Les Aventures de Tom Pouce (tom thumb) : Con-Fu-Shon (voix)
- 1959 : Bucky et Pepito (Bucky and Pepito) (série télévisée) : Bucky / Pepito (voix)
- 1959 : Good Day for a Hanging : Carpenter
- 1959 : Witty Kitty : Dickory, Cecil, Bugsy (voix)
- 1959 : La Belle au bois dormant (Sleeping Beauty) : Owl (voix)
- 1959 : Le Désosseur de cadavres (The Tingler) : Projectionist
- 1959 : Objectif, Vénus (en) (Have Rocket, Will Travel) : The Talking Unicorn (voix)
- 1959 : Space Mouse (en) : Hickory (voix)
- 1959 : Kiddie League (en) : Various (voix)
- 1959 : Mouse Trapped : Hickory (voix)
- 1960 : Courageous Cat and Minute Mouse (en) (série télévisée) : Courageous Cat / Minute Mouse
- 1960 : Pistol Packin' Woodpecker (en) (voix)
- 1960 : Freeloading Feline : Champ (voix)
- 1960 : Hunger Strife : Ranger Willoughby (voix)
- 1960 : Q.T. Hush (en) (série télévisée) : Q.T. Hush
- 1960 : Ozark Lark : Jeter Martin / Narrator (voix)
- 1961 : Les 101 dalmatiens (One Hundred and One Dalmatians) (voix)
- 1961 : Rough and Tumble-Weed : Inspector Willoughby / Pretty Boy McCoy / Narrator (voix)
- 1961 : Eggnapper : Ranger Willoughby (voix)
- 1961 : Hurle à la mort (The Silent Call) : Old Man
- 1961 : Mississippi Slow Boat : Inspector Willoughby (voix)
- 1961 : Case of the Red-Eyed Ruby : Inspector Willoughby (voix)
- 1961 : Twist Around the Clock : Motel Proprietor
- 1962 : Womanhunt (en) de Maury Dexter
- 1962 : Pest of Show : Various (voix)
- 1962 : Phoney Express : Inspector Willoughby (voix)
- 1962 : Hyde and Sneak : Inspector Willoughby (voix)
- 1962 : Punch Pooch : Champ / Small Australian Man (voix)
- 1963 : Après lui, le déluge (Son of Flubber) de Robert Stevenson : First Juror
- 1963 : Coming Out Party : Inspector Willoughby (voix)
- 1963 : House of the Damned (en) : Mr. Quinby
- 1963 : Case of the Cold Storage Yegg : inspecteur Willoughby (voix)
- 1963 : Pesky Pelican : Narrator / Pelican (voix)
- 1963 : Hi-Seas Hi-Jacker : Inspector Willoughby (voix)
- 1963 : The Wheeler Dealers : Sea Captain, and Prissy Hotel Clerk
- 1964 : Les Mésaventures de Merlin Jones (The Misadventures of Merlin Jones) : détective Hutchins
- 1964 : The Case of the Maltese Chicken : Inspector Willoughby (voix)
- 1964 : Le Cirque du docteur Lao (7 Faces of Dr. Lao) : Lean Cowboy
- 1964 : Mary Poppins : Fox (voix)
- 1964 : Daniel Boone (série télévisée) : Cincinnatus
- 1965 : Case of the Elephant's Trunk : Inspector Willoughby (voix)
- 1965 : Les Compagnons de la gloire (The Glory Guys) : Karl Harpane
- 1967 : Sissy Sheriff (voix)
- 1967 : Cat and Dupli-cat : Falsetto (voix)
- 1967 : Have Gun - Can't Travel (voix)
- 1967 : Clambake : Bearded gas station attendant
- 1968 : Did You Hear the One About the Traveling Saleslady? : Old Soldier
- 1968 : The Archie Show (série télévisée) : Archie Andrews / Hot Dog / Mr. Weatherbee / Pop / Mr. Lodge / Coach Cleats (voix)
- 1969 : The Hardy Boys (série télévisée) : Joe Hardy / Chubby Morton (voix)
- 1969 : Archie and His New Friends (TV) : Archie Andrews / Hot Dog / Salem
- 1969 : The Archie Comedy Hour (série télévisée) : Archie Andrews / Hot Dog, Sr. / Mr. Weatherbee / Mr. Lodge / Coach Cleats / Salem Saberhagen Spellman (1969-1970) (voix)
- 1970 : The Andersonville Trial (en) (TV) : First guard
- 1970 : Hi-Rise Wise Guys (voix)
- 1970 : Archie's Fun House (série télévisée) : Archie Andrews / Hot Dog / Mr. Weatherbee / Coach Cleats (voix)
- 1970 : The Sabrina the Teenage Witch Show (série télévisée) : Salem Saberhagen Spellman (1970-1971)
- 1971 : Archie's TV Funnies (série télévisée) : Archie Andrews (voix)
- 1971 : L'Apprentie sorcière (Bedknobs and Broomsticks) : Bear (voix)
- 1971 : Aesop's Fables (TV) (voix)
- 1974 : Oliver Twist
- 1974 : The US of Archie (en) (série télévisée) : Archie Andrews / Hot Dog / Mr. Weatherbee / Chuck Clayton / Mr. Lodge (voix)
- 1974 : Journey Back to Oz de Hal Sutherland : Omby Amby (voix)
- 1977 : The New Archie/Sabrina Hour (en) (série télévisée) : Archie Andrews / Hot Dog / Mr. Weatherbee / Chuck Clayton (voix)
- 1978 : Archie's Bang-Shang Lalapalooza Show (série télévisée) : Archie / Hot Dog / Mr. Weatherbee / Chuck Clayton / Mr. Lodge (voix)
- 1978 : Tête brûlée et pied tendre (Hot Lead and Cold Feet) de Robert Butler : Saloon Man #1
- 1978 : Le Chat qui vient de l'espace (The Cat from Outer Space) de Norman Tokar : Charlie Cooney (farmer)
- 1982 : The American Adventure : Benjamin Franklin (voix)
- 1984 : Mystery Mansion (en) : Sam
- 1988 : Gumby Adventures (série télévisée) : Gumby (1960-1967) / Professor Kapp (1960-1967)
- 1992 : Frozen Assets de George Trumbull Miller : Stud of the Year Octogenarian

## Anecdotes
Il a interprété la voix originale de Tony le Tigre.